# Бор (Лодейнопольский район, на реке Оять)
Бор — деревня в Алёховщинском сельском поселении Лодейнопольского района Ленинградской области.

## История

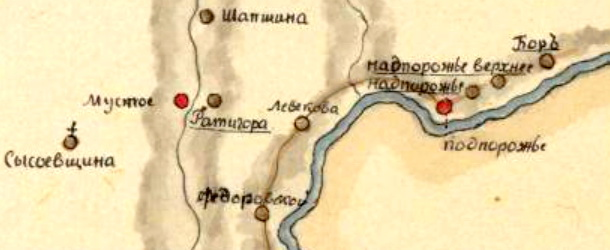
Деревня Бор на плане 1818 года

На плане западной части Лодейнопольского уезда, изданном в 1818 году, обозначена деревня Бор.

ИВАНОВСКАЯ (СТАРИНА) — деревня близ реки Ояти, число дворов — 15, число жителей: 38 м. п., 34 ж. п.; Все чудь . (1879 год)

ИВАНОВСКАЯ (БОР) — деревня при реке Ояти, население крестьянское: домов — 20, семей — 20, мужчин — 65, женщин — 60, всего — 125; некрестьянское: нет; лошадей — 25, коров — 47, прочего — 89. (1905 год) 

В конце XIX — начале XX века деревня административно относилась к Шапшинской волости 2-го стана Лодейнопольского уезда Олонецкой губернии.
Согласно карте Ленинградской области Северо-западного аэрогеодезического треста ГГУ издания 1932 года деревня называлась Бор и насчитывала 17 крестьянских дворов.
По данным 1933 года деревня называлась Бор (Ивановское) и входила в состав Надпорожского вепсовского национального сельсовета Оятского района.

Деревня Бор на карте РККА 1940 года

По данным 1966, 1973 и 1990 годов деревня Бор входила в состав Подборского сельсовета.
В 1997 году в деревне Бор Алёховщинской волости проживали 8 человек, в 2002 году — 15 человек (русские — 93 %).
В 2007 году в деревне Бор Алёховщинского СП проживали 5 человек, в 2010 году — 4, в 2014 году — 3 человека.

## География
Деревня расположена в восточной части района на автодороге 41К-016 (Станция Оять — Плотично).
Расстояние до административного центра поселения — 37 км.
Расстояние до ближайшей железнодорожной станции Лодейное Поле — 86 км.
Деревня находится на правом берегу реки Оять.

## Демография
| 1879 | 1905 | 1997 | 2007 | 2010 | 2014 | 2015 |
| ---- | ---- | ---- | ---- | ---- | ---- | ---- |
| 72   | ↗125 | ↘8   | →8   | ↘4   | ↘3   | ↘2   |
| 2016 | 2017 |      |      |      |      |      |
| →2   | →2   |      |      |      |      |      |

Национальный состав
Согласно данным Всероссийской переписи населения 2021 года в деревне проживали 2 человека, все русские.

## Инфраструктура
На 1 января 2014 года в деревне было зарегистрировано: хозяйств — 3, частных жилых домов — 17
На 1 января 2015 года в деревне зарегистрировано: хозяйств — 2, жителей — 2.